# Departamentul Colonia
Departamentul Colonia este un departament din sud-vestul Uruguayului. Capitala sa este Colonia del Sacramento, al doilea cel mai vechi oraș al țării.

## Economie
Regiunea sud-vestică a Uruguayului, în care se află Colonia, este asociată de obicei cu producția de lactate. Apropierea sa de Buenos Aires este principalul punct de intrare pentru turiștii care călătoresc din Argentina în Uruguay. Turismul este favorizat și de prezența unui sit al patrimoniului mondial. Fabrica PepsiCo situată în capitala departamentului, este una dintre cele mai mari trei uzine de acest fel la nivel mondial, ]n care sunt angajați peste 2.000 de oameni și servește întreaga piață de import din America Latină. Uzina funcționează în conformitate cu legislația specială privind zona economică, iar din noiembrie 2019 a aprobat cu succes o investiție de extindere pentru 65 de milioane de dolari.